# Dmitrov
Dmitrov (in russo Дми́тров) è una città della Russia dell'oblast' di Mosca, Russia, situata 65 km a nord da Mosca. È posizionata sul fiume Jachroma e sul Canale di Mosca, che connette la capitale russa con il Volga e fino al 2018 era capoluogo del Dmitrovskij rajon.

## Storia
La città fu fondata da Jurij Dolgorukij, nel 1154 nel profondo della foresta presso il sito dove nacque il figlio Vsevolod III. Il nome della località deriva da quello del Santo patrono di Vsevolod, San Demetrio. Il nuovo insediamento era importante non solo a livello strategico, ma anche a livello economico in quanto situato tra i fiumi Jachroma e Sestre, affluenti del Volga, fiume lungo il quale venivano traghettate buona parte delle merci in transito, nonché luogo di passaggio obbligato per le vie commerciali terrestri che giungevano alla città di Vladimir. Nel 1180 la città fu bruciata durante una guerra civile che vide coinvolti i figli di Jurij Dolgorukij. Ricostruita, nel 1214 si presentava come una delle città più importanti del Principato di Vladimir-Suzdal, di cui fece parte integrante fino al 1247.
Nel XIII secolo l'insediamento si trovava al confine tra i Principati di Moscovia, Tver', e Pereslavl'-Zalesskij. Verso la metà del secolo la città cambiò più volte padrone fino ad essere annessa al Principato di Galič-Merskij, situato molto più a nord, a cui rimarrà fino al 1334, anno in cui formerà un principato indipendente. Fu infine annessa nel 1364 alla Moscovia. Sia Dimitri Donskoj che il nipote Vassilli II diedero in appannaggio Dmitrov ai loro figli minori, cosicché la città divenne capitale di un piccolo Principato.
Il Regno del figlio di Ivan III, Juri Ivanovič (1503–1533) diede inizio all'età dell'oro di Dmitrov. Fu infatti sotto il suo comando che fu costruita la Cattedrale della Dormizione nel Cremlino e la cattedrale del monastero dei Santi Boris e Gleb. Successivamente la città passò in appannaggio al fratello di Juri, Andrej di Starica. Nel 1569, sotto Vladimir di Starica, fu assediata dagli Opričniki, conquistata e destinata al declino all'interno dei territori dell'Opričnina. la città subì ulteriori devastazioni durante il Periodo dei torbidi, quando fu saccheggiata dai Polacchi.
Nel 1812, Dmitrov fu per breve tempo occupata dalla Grande Armata mentre nel 1941 i soldati della Wehrmacht furono costretti a fermarsi nei pressi della città. Il pensatore anarchico Pëtr Kropotkin trascorse nella città l'ultima parte della sua vita. Negli anni trenta il governo sovietico organizzò degli scavi archeologici nei pressi del Cremlino. Al di fuori della Cattedrale della Dormizione vi sono molto luoghi di un certo pregio nel distretto circostante quali il monastero dei Santi Boris e Gleb, di San Nicola sul fiume Pešnoša, e della Natività della Vergine a Medvežja Pustjn', tutti e tre anteriori al XVI secolo.

## Società

### Evoluzione demografica
Fonte: mojgorod.ru
- 1897: 4.500
- 1926: 6.400
- 1959: 34.400
- 1979: 57.400
- 1989: 65.200
- 2002: 62.200
- 2007: 61.700

## Amministrazione

### Gemellaggi
- Berkeley
- Maryina Horka
- Rîbnița
- Almere
- Pitsunda
- Rēzekne
- Osimo[1]

## Galleria d'immagini

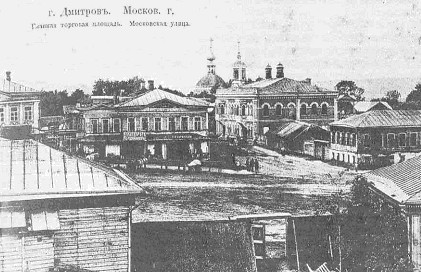
Il centro cittadino in una cartolina del 1900
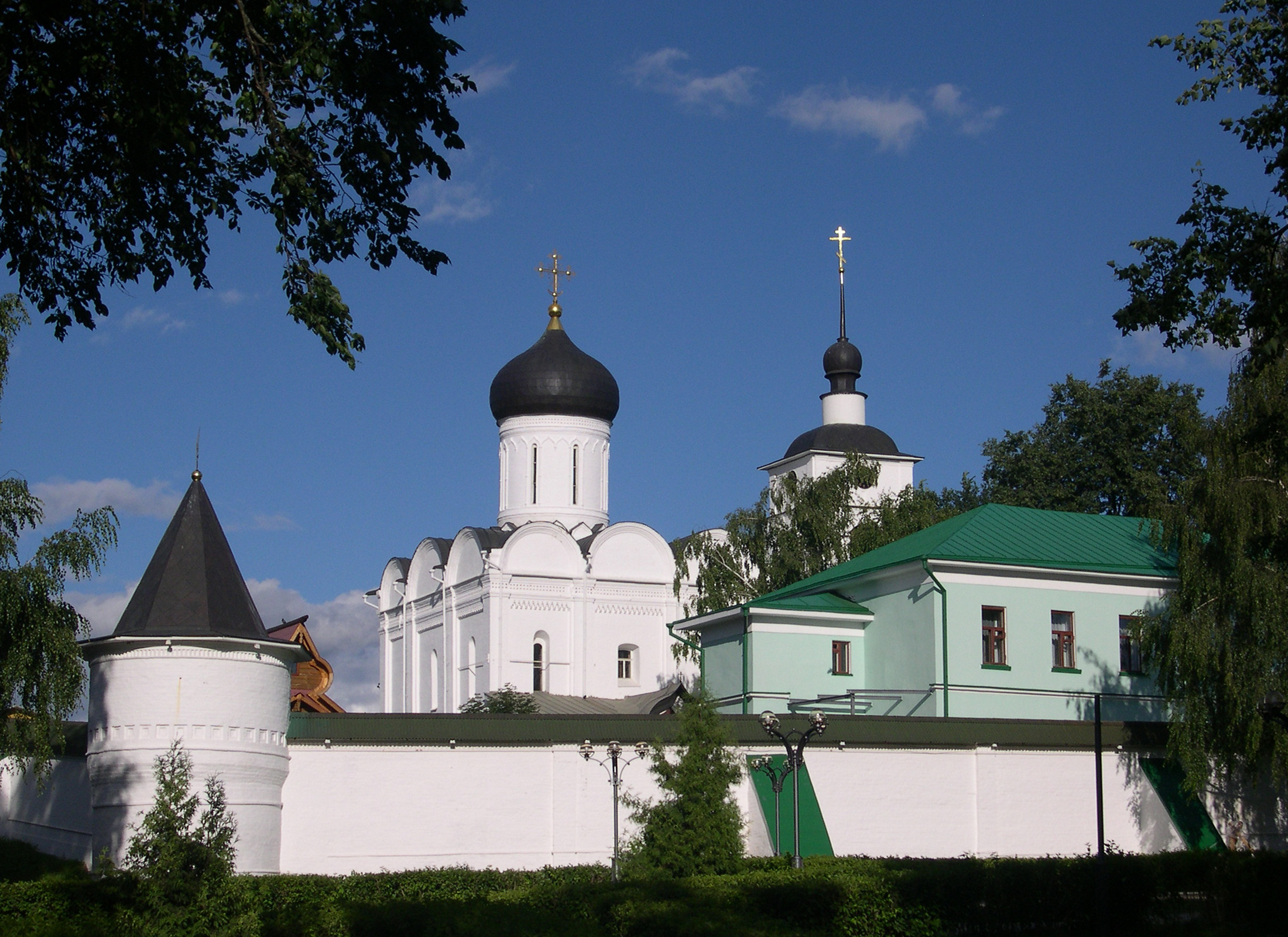
Cattedrale dei santi Boris e Gleb
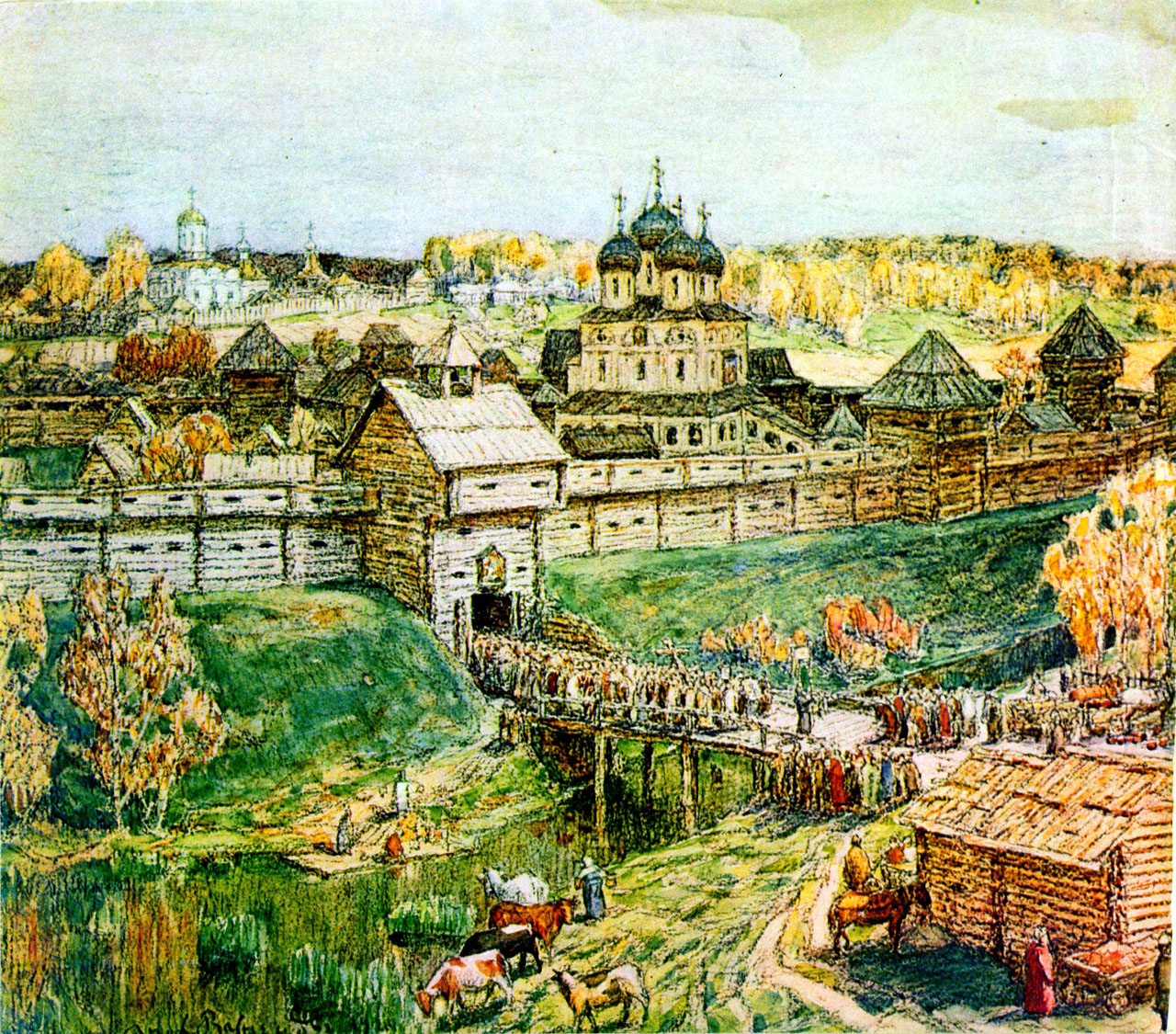
Dipinto raffigurante Dmitrov nel XVI secolo